# Clarks Beach
Clarks Beach – miasto w Nowej Zelandii, na Wyspie Północnej, w regionie Auckland.